# 產品壽命結束

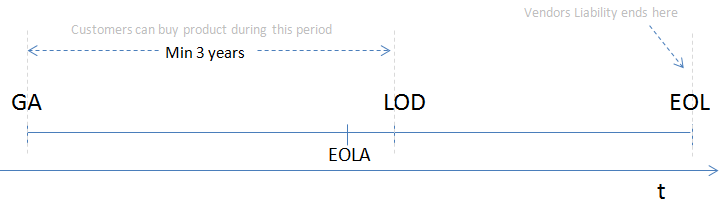
產品生命週期中的幾個階段，其中的EOL是产品寿命结束，之前廠商會發出产品寿命结束通知（EOLA）

产品寿命结束（缩写EOL）是一个用于提供给用户产品的术语，表示该产品的生命周期结束，供應商計劃停止市场营销、銷售等，產品服務也可能隨之受限甚至終止。供應商可能會用像产品銷售结束（end-of-sale）等更明確的詞語。一般在供應商产品寿命结束前會發出产品寿命结束公告（英語：End-of-life announcement，縮寫EOLA），之後的一段時間為最后订购日期，最多可到90天。
最後一批產品生產和产品寿命结束之間的期間會隨產品而不同，也和消費者預期的產品壽命有關。產品生命週期可以短到數週到數個月（速食供應鏈）、三年（手機）到十年（汽車）。

## 產品服務
产品寿命结束後的產品服務依產品而定。以預期壽命十年的產品來看，產品服務包括備品、技術支持及保養、維修服務等。備品的生命週期主要是價格導向，因為產品停止生產後，相關零件及備品就無法用大量採售的方式降低成本，因此成本就會提高。

## 軟體
在電腦軟體的領域中，产品寿命结束的概念在生產、支援性及軟體及硬體的購買有關。例如微軟的Windows 98产品寿命结束日期是在2006年6月30日，代表在此時間以後上市的軟體，像Office 2007（在2006年11月30日上市），不再支援Windows 98及更舊的版本。隨供應商不同，产品寿命结束的日期可能和产品服務结束的日期不同，後者表示某一系統或軟體的供應商不再提供維護、除錯或其他技術服務。

## 相關標準
- JEDEC標準EOL：JESD48
- JEDEC標準PCN：JESD46

## 延伸阅读
- Scharnhorst, W., Althaus, H.-J, Hilty, L. and Jolliet, O.: Environmental assessment of End-of-Life treatment options for an GSM 900 antenna rack, Int J LCA., 11 (6), pp: 426-436. 2006
- Scharnhorst, W., Althaus, H.-J., Classen, M., Jolliet, O. and Hilty, L. M.: End of Life treatment of second generation mobile phone networks: strategies to reduce the environmental impact, Env Imp Ass Rev 25 (5), pp: 540-566. 2005